# Mallot irisat
El mallot irisat és una peça de vestir completament cenyida al cos, de teixit elàstic, que cobreix el tronc i de vegades també els braços, típica del ciclisme i decorada amb els colors que li donen el seu nom. Simbolitza el títol del Campió del Món i és l'anhel de tot ciclista professional.

## Origen i història
El mallot irisat té les seues arrels al Campionat del Món de Ciclisme en Ruta, una competició anual que recull els millors ciclistes del planeta. Va ser introduït per primera vegada en 1927 per la Unió Ciclista Internacional (UCI) com una forma d'honrar i reconéixer el campió mundial en aquesta disciplina. Els colors de l'arc de Sant Martí representen la diversitat i unió de les nacions, perquè cada banda de color representa un continent: blau per a Europa, groc per a Àsia, negre per a Àfrica, roig per a Amèrica i verd per a Oceania. La combinació d'aquests colors simbolitza la unitat global al voltant del ciclisme.
Posteriorment, s'ha incorporat en altres disciplines del ciclisme com són el ciclisme de pista, muntanya, BMX, ciclobol, artístic, trial i ciclisme adaptat.
A més a més, el mallot també és un tribut a la tradició i la història del ciclisme, que connecta els ciclistes contemporanis amb les llegendes del passat que també han vestit eixos mateixos colors.

## Curiositats
El campió del món ha de vestir el mallot irisat quan competeix en la mateixa disciplina, categoria i especialitat en la qual va guanyar el títol.
Encara que el mallot irisat és un dels més prestigiosos del món, els mallots de les Grans Voltes tenen prioritat. Si el posseïdor del mallot irisat es converteix en líder d'una carrera de diverses etapes (com per exemple el Tour de França), el mallot de líder de la carrera (el mallot groc, en aquest cas) té prioritat.
L'agost de 2023 va tenir lloc un dels esdeveniments més rellevants del món del ciclisme. Més de 200 guanyadors del mallot irisat es reuniren a l'acte inaugural d'una increïble competició d'onze dies a Escòcia.

## Ciclistes que han vestit el mallot irisat enciclisme en ruta masculí
| 2022 | Remco Evenepoel (Bèlgica)        |
| 2021 | Julian Alaphilippe (França)      |
| 2020 | Julian Alaphilippe (França)      |
| 2019 | Mads Pedersen (Dinamarca)        |
| 2018 | Alejandro Valverde (Espanya)     |
| 2017 | Peter Sagan (Eslovàquia)         |
| 2016 | Peter Sagan (Eslovàquia)         |
| 2015 | Peter Sagan (Eslovàquia)         |
| 2014 | Michal Kwiatkowski (Polònia)     |
| 2013 | Rui Costa (Portugal)             |
| 2012 | Philippe Gilbert (Bèlgica)       |
| 2011 | Mark Cavendish (Gran Bretanya)   |
| 2010 | Thor Hushovd (Noruega)           |
| 2009 | Cadel Evans (Austràlia)          |
| 2008 | Alessandro Ballan (Itàlia)       |
| 2007 | Paolo Bettini (Itàlia)           |
| 2006 | Paolo Bettini (Itàlia)           |
| 2005 | Tom Boonen (Bèlgica)             |
| 2004 | Óscar Freire (Espanya)           |
| 2003 | Igor Astarloa (Espanya)          |
| 2002 | Mario Cipollini (Itàlia)         |
| 2001 | Óscar Freire (Espanya)           |
| 2000 | Romāns Vainšteins (Letònia)      |
| 1999 | Óscar Freire (España)            |
| 1998 | Oscar Camenzind (Suïssa)         |
| 1997 | Laurent Brochard (França)        |
| 1996 | Johan Museeuw (Bèlgica)          |
| 1995 | Abraham Olano (Espanya)          |
| 1994 | Luc Leblanc (França)             |
| 1993 | Lance Armstrong (Estats Units)   |
| 1992 | Gianni Bugno (Itàlia)            |
| 1991 | Gianni Bugno (Itàlia)            |
| 1990 | Rudy Dhaenens (Bèlgica)          |
| 1989 | Greg Lemond (Estats Units)       |
| 1988 | Maurizio Fondriest (Itàlia)      |
| 1987 | Stephen Roche (Irlanda)          |
| 1986 | Moreno Argentin (Itàlia)         |
| 1985 | Joop Zoetemelk (Països Baixos)   |
| 1984 | Claude Criquielion (Bèlgica)     |
| 1983 | Greg Lemond (Estats Units)       |
| 1982 | Giuseppe Saronni (Itàlia)        |
| 1981 | Freddy Maertens (Bèlgica)        |
| 1980 | Bernard Hinault (? )             |
| 1979 | Jan Raas (Països Baixos)         |
| 1978 | Gerrie Knetemann (Països Baixos) |
| 1977 | Francesco Moser (Itàlia)         |
| 1976 | Freddy Maertens (Bèlgica)        |
| 1975 | Hennie Kuiper (Països Baixos)    |
| 1974 | Eddy Merckx (Bèlgica)            |
| 1973 | Felice Gimondi (Itàlia)          |
| 1972 | Marino Basso (Itàlia)            |
| 1971 | Eddy Merckx (Bèlgica)            |
| 1970 | Jean-Pierre Monsere (Bèlgica)    |
| 1969 | Harm Ottenbros (Països Baixos)   |
| 1968 | Vittorio Adorni (Itàlia)         |
| 1967 | Eddy Merckx (Bèlgica)            |
| 1966 | Rudi Altig (Alemanya)            |
| 1965 | Tom Simpson (Gran Bretanya)      |
| 1964 | Jan Janssen (Països Baixos)      |
| 1963 | Benoni Beheyt (Bèlgica)          |
| 1962 | Jean Stablinski (França)         |
| 1961 | Rik Van Looy (Bèlgica)           |
| 1960 | Rik Van Looy (Bèlgica)           |
| 1959 | Andre Darrigade (França)         |
| 1958 | Ercole Baldini (Itàlia)          |
| 1957 | Rik Van Steenbergen (Bèlgica)    |
| 1956 | Rik Van Steenbergen (Bèlgica)    |
| 1955 | Stan Ockers (Bèlgica)            |
| 1954 | Louison Bobet (França)           |
| 1953 | Fausto Coppi (Itàlia)            |
| 1952 | Heinz Muller (Alemanya)          |
| 1951 | Ferdinand Kubler (Suïssa)        |
| 1950 | Briek Schotte (Bèlgica)          |
| 1949 | Rik Van Steenbergen (Bèlgica)    |
| 1948 | Briek Schotte (Bèlgica)          |
| 1947 | Theo Middelkamp (Països Baixos)  |
| 1946 | Hans Knecht (Suïssa)             |
| 1938 | Marcel Kint (Bèlgica)            |
| 1937 | Eloi Meulenberg (Bèlgica)        |
| 1936 | Antonin Magne (França)           |
| 1935 | Jean Aerts (Bèlgica)             |
| 1934 | Karel Kaers (Bèlgica)            |
| 1933 | Georges Speicher (França)        |
| 1932 | Alfredo Binda (Itàlia)           |
| 1931 | Learco Guerra (Itàlia)           |
| 1930 | Alfredo Binda (Italia)           |
| 1929 | Georges Ronsse (Bèlgica)         |
| 1928 | Georges Ronsse (Bèlgica)         |
| 1927 | Alfredo Binda (Itàlia)           |

Ciclistes que han vestit el mallot irisat en ciclisme en ruta femení:
| Año  | Ganadora                              |
| ---- | ------------------------------------- |
| 2022 | Annemiek van Vleuten (Països Baixos)  |
| 2021 | Elisa Balsamo (Itàlia)                |
| 2020 | Anna van der Breggen (Països Baixos)  |
| 2019 | Annemiek van Vleuten (Països Baixos)  |
| 2018 | Anna van der Breggen (Països Baixos)  |
| 2017 | Chantal Blaak (PPaïsos Baixos)        |
| 2016 | Amalie Dideriksen (Dinamarca)         |
| 2015 | Lizzie Armistead (Gran Bretanya)      |
| 2014 | Pauline Ferrand-Prevot (França)       |
| 2013 | Marianne Vos (Països Baixos)          |
| 2012 | Marianne Vos (Països Baixos           |
| 2011 | Giorgia Bronzini (Itàlia)             |
| 2010 | Giorgia Bronzini (Itàlia)             |
| 2009 | Tatiana Guderzo (Itàlia)              |
| 2008 | Nicole Cooke (Gran Bretanya)          |
| 2007 | Marta Bastianelli (Itàlia)            |
| 2006 | Marianne Vos (Països Baixos)          |
| 2005 | Regina Schleicher (Alemanya)          |
| 2004 | Judith Arndt (Alemanya)               |
| 2003 | Susanne Ljungskog (Suècia)            |
| 2002 | Susanne Ljungskog (Suècia)            |
| 2001 | Rasa Polikevičiūtė (Lituània)         |
| 2000 | Zinaida Stahurskaya (Belarús)         |
| 1999 | Edita Pučinskaitė (Lituània)          |
| 1998 | Diana Žiliūtė (Lituània)              |
| 1997 | Alessandra Cappellotto (Itàlia)       |
| 1996 | Barbara Heeb (Suïssa)                 |
| 1995 | Jeannie Longo (FranÇa)                |
| 1994 | Monica Valvik (Noruega)               |
| 1993 | Leontien van Moorsel (Països Baixos)  |
| 1992 | No es va disputar                     |
| 1991 | Leontien van Moorsel (Països Baixos)  |
| 1990 | Catherine Marsal (FranÇa)             |
| 1989 | Jeannie Longo FranÇa)                 |
| 1988 | No es va disputar                     |
| 1987 | Jeannie Longo (FranÇa)                |
| 1986 | Jeannie Longo (FranÇa)                |
| 1985 | Jeannie Longo (FranÇa)                |
| 1984 | No es va disputar                     |
| 1983 | Marianne Berglund (Suecia)            |
| 1982 | Mandy Jones (Gran Bretaña)            |
| 1981 | Ute Enzenauer (Alemania)              |
| 1980 | Beth Heiden (Estados Unidos)          |
| 1979 | Petra de Brujin (Países Bajos)        |
| 1978 | Beate Habetz (Alemania)               |
| 1977 | Josiane Bost (Francia)                |
| 1976 | Keetie van Oosten-Hage (Países Bajos) |
| 1975 | Tineke Fopma (Países Bajos)           |
| 1974 | Genevieve Gambillon (Francia)         |
| 1973 | Nicole Vandenbroeck (Bélgica)         |
| 1972 | Genevieve Gambillon (Francia)         |
| 1971 | Anna Konkina (Unión Soviética)        |
| 1970 | Anna Konkina (Unión Soviética)        |
| 1969 | Audrey McElmury (Estados Unidos)      |
| 1968 | Keetie van Oosten-Hage (Países Bajos) |
| 1967 | Beryl Burton (Gran Bretaña)           |
| 1966 | Yvonne Reynders (Bélgica)             |
| 1965 | Elisabeth Eicholz (Alemania)          |
| 1964 | Emilija Sonka (Unión Soviética)       |
| 1963 | Yvonne Reynders (Bélgica)             |
| 1962 | Marie-Rose Gaillard (Bélgica)         |
| 1961 | Yvonne Reynders (Bélgica)             |
| 1960 | Beryl Burton (Gran Bretaña)           |
| 1959 | Yvonne Reynders (Bélgica)             |
| 1958 | Elsy Jacobs (Luxemburgo)              |